# S.T.A.L.K.E.R. (серія книг)
S.T.A.L.K.E.R. — міжавторська серія новелізацій світу серії відеоігор S.T.A.L.K.E.R., заснованій на Чорнобильській катастрофі 1986 року. Написанням книг займалася велика кількість російських авторів, а виданням — російські видавництва «ЕКСМО» та «АСТ» (окрім деяких виключень). З червня 2011 року серію було «заморожено» через відсутність видавця. За весь час було видано 89 книг.

## Видавці
Книжкова серія випускалася видавництвами «АСТ» і «ЕКСМО». 28 квітня 2009 компанія «ЕКСМО» отримала виключні права на бренд, однак, з 2 листопада 2009 року Федеральна служба з інтелектуальної власності позбавила видавництво прав на це позначення. З початку літа 2011 року у видавництва «АСТ» закінчилися права на випуск книг даної серії.

## Автори
Нижче подано приблизний перелік авторів літературних творів про світ S.T.A.L.K.E.R. за весь час:
Микола Грошев
Олексій Гравіцький
Андрій Левицький
Дмитро Янковський
Олександр Зоріч
Олексій Калугін
Олексій Бобл
Андрій Чернецов
Антон Первушин
В'ячеслав Шалигін
Лев Жаков
Сергій Клочков
Роман Глушков
Дмитро Сіллов
Віктора Ночкін
Олексій Степанов
Василь Орехов
Сергій Осіпов
Олег Акімов
Григорій Єлісеєв
Володимир Васільєв
Сергій Долгов
Олексій Степанов
Роман Куліков
Сергій Недоруб
Єжи Тумановський
Роман Приходько
Андрій Лівадний
Юрій Уленгов
Андрій Альтанов
Костянтин Скуратов
Юрій Круглов (Юрій Бесараб)
Олександр Дядищєв
Дмитро Калінін
Олександр Зорич
Олексій Калугін
В'ячеслав Шалигін
Бернд Френз
Клаудія Керн
Джон Мейсон

## Книги
У період з 26 березня 2007 року до червня 2011 року було видано 89 книг. Нижче подано повний перелік книг, романів, оповідань та збірок оповідань виданих за весь час:
1. «Тіні Чорнобиля» (рос. Тени Чернобыля)
2. «Лінія вогню» (рос. Линия огня)
3. «Серце дезертира» (рос. Сердце дезертира) 

4. «Мрія на ураження» (рос. Мечта на поражение)
5. «Серце Зони (Операція “Чисте небо”)» (рос. Сердце Зоны (Операция «Чистое небо»))
6. «Порожні землі» (рос. Пустые земли)
7. «Чорний янгол» (рос. Черный ангел)
8. «Свинцевий захід» (рос. Свинцовый закат)
9. «Сектор обстрілу» (рос. Сектор обстрела)
10. «Сага Смерті: Імла» (рос. Сага Смерти: Мгла)
11. «Закон снайпера» (рос. Закон снайпера)
12. «Тринадцятый сектор» (рос. Тринадцатый сектор)
13. «Чисте небо» (рос. Чистое небо)
14. «Таємниця полтергейста» (рос. Тайна полтергейста)
15. «Берег дна» (рос. Берег дна)
16. «Пов'язані Зоною» (рос. Связанные Зоной)
17. «Кінь блідий» (рос. Конь бледный)
18. «Порожні землі — 2. Нова прошивка» (рос. Пустые земли — 2. Новая прошивка)
19. «Змієня» (рос. Змеёныш)
20. «Куля-квант» (рос. Пуля-квант)
21. «С.У.Т.И.Ч.К.А» (рос. С.Х.В.А.Т.К.А.)
22. «Напіврозпад» (рос. Полураспад)
23. «Харчовий ланцюжок» (рос. Пищевая цепочка)
24. «Zona Incognita» (Зона Інкоґніта) (рос. Zona Incognita)
25. «Зачистка» (рос. Зачистка)
26. «Монохром» (рос. Монохром)
27. «У зоні туманів» (рос. В зоне тумана)
28. «Зов Прип'яті» (рос. Зов Припяти)
29. «Контрольний виброс» (рос. Контрольный выброс)
30. «Багнет» (рос. Штык)
31. «Хованки на льонику» (рос. Прятки на осевой)
32. «Константа зв'язку» (рос. Константа связи)
33. «Горизонт подій» (рос. Горизонт событий)
34. «Повний казанок патронів» (рос. Полный котелок патронов)
35. «Хазяїн Бурштину» (рос. Хозяин Янтаря)
36. «Череп мутанта» (рос. Череп мутанта)
37. «Фреон» (рос. Фреон)
38. «Кубатура сфери» (рос. Кубатура сферы)
39. «Скарб Стерв'ятника» (рос. Клад Стервятника)
40. «Стрингер. Літописець відчуження» (рос. Стрингер. Летописец отчуждения)
41. «Діти дуплікаторів» (рос. Дети дупликатора)
42. «Закон Міченого» (рос. Закон Меченого)
43. «Гра у піддавки» (рос. Игра в поддавки)
44. «Воїни Зони» (рос. Воины Зоны)
45. «Одержимі Зоною» (рос. Одержимые Зоной)
46. «Аномальні канікули» (рос. Аномальные каникулы)
47. «Мисливець на мутантів» (рос. Охотники на мутантов)
48. «Шпаркий вогонь» (рос. Беглый огонь)
49. «Ловець бажань» (рос. Ловчий желаний)
50. «Левове серце» (рос. Львиное сердце)
51. «Кати» (рос. Палачи)
52. «Убити Зону» (рос. Убить Зону)
53. «Дезертир» (рос. Дезертир)
54. «Закон найманця» (рос. Закон наемника)
55. «Лунь» (рос. Лунь)
56. «Вибір зброї» (рос. Выбор оружия)
57. «Червоний сигнал» (рос. Красный сигнал)
58. «Ознаки життя» (рос. Признаки жизни)
59. «Зла війна» (рос. Злая война)
60. «Будинок на болоті» (рос. Дом на болоте)
61. «Група ескорту» (рос. Группа эскорта)
62. «Сліпа пляма» (рос. Слепое пятно)
63. «Перша експедиція» (рос. Первая экспедиция)
64. «Група Тревіля» (рос. Группа Тревиля)
65. «Куля для контролера» (рос. Пуля для контролера)
66. «Карателі» (рос. Каратели)
67. «Ворог “Моноліта”» (рос. Враг «Монолита»)
68. «Твар» (рос. Тварь)
69. «Решта — доля» (рос. Остальное — судьба)
70. «Дар Моноліту» (рос. Дар Монолита)
71. «Політ Кондора» (рос. Полёт Кондора)
72. «Смертники» (рос. Смертники)
73. «Спіраль» (рос. Спираль)
74. «Епіцентр удачі» (рос. Эпицентр удачи)
75. «В ім'я Зони» (рос. Во имя Зоны)
76. «Пісочний годинник» (рос. Песочные часы)
77. «Клин» (рос. Клин)
78. «Тавро Зони» (рос. Клеймо Зоны)
79. «Зворотний відлік» (рос. Обратный отсчёт)
80. «Холодна кров» (рос. Холодная кровь)
81. «Відступник» (рос. Отступник)
82. «Зона ураження» (рос. Зона поражения)
83. «Два мутанти» (рос. Два мутанта)
84. «Точка падіння» (рос. Точка падения)
85. «Бумеранг» (рос. Бумеранг)
86. «S.T.A.L.K.E.R. Тінь Чорнобиля: Тодешон» (англ. S.T.A.L.K.E.R. Shadow of Chernobyl: Todeszone)
87. «S.T.A.L.K.E.R. Тінь Чорнобиля: Інферно» (англ. S.T.A.L.K.E.R. Shadow of Chernobyl: Inferno)
88. «S.T.A.L.K.E.R. Тінь Чорнобиля: Апокаліпсис» (англ. S.T.A.L.K.E.R. Shadow of Chernobyl: Apokalypse)
89. «S.T.A.L.K.E.R. Південний затишок» (англ. S.T.A.L.K.E.R. Southern Comfort)

## Сприйняття
Журналісти російського видання «Мір фантастікі» вважає цю серію найуспішнішим російським проєктом новелізацій попри численні розбіжності у творах, які відзначають журналісти: «Ці книги чесно розважають читача, не претендуючи на щось більше».